# 三沢川 (多摩川水系)

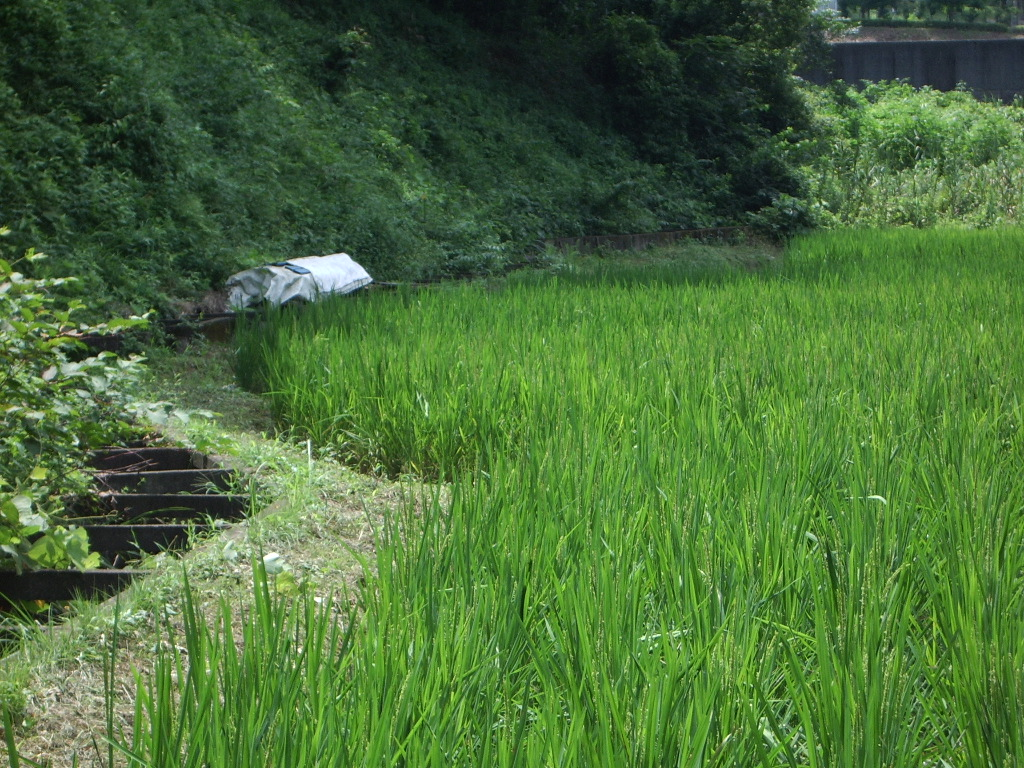
三沢川源流部（2006年4月）

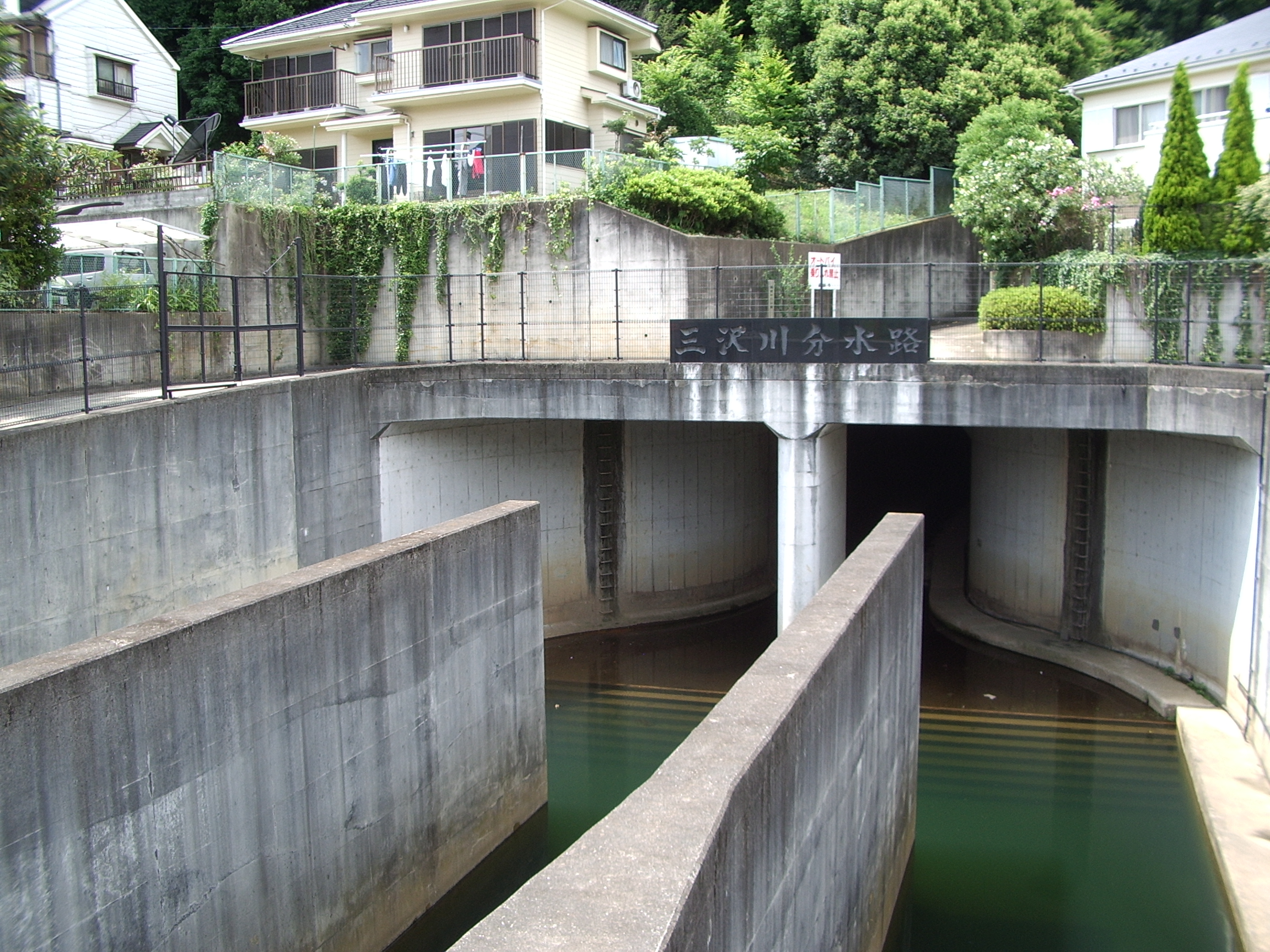
三沢川分水路入り口（稲城市坂浜）（2008年6月）

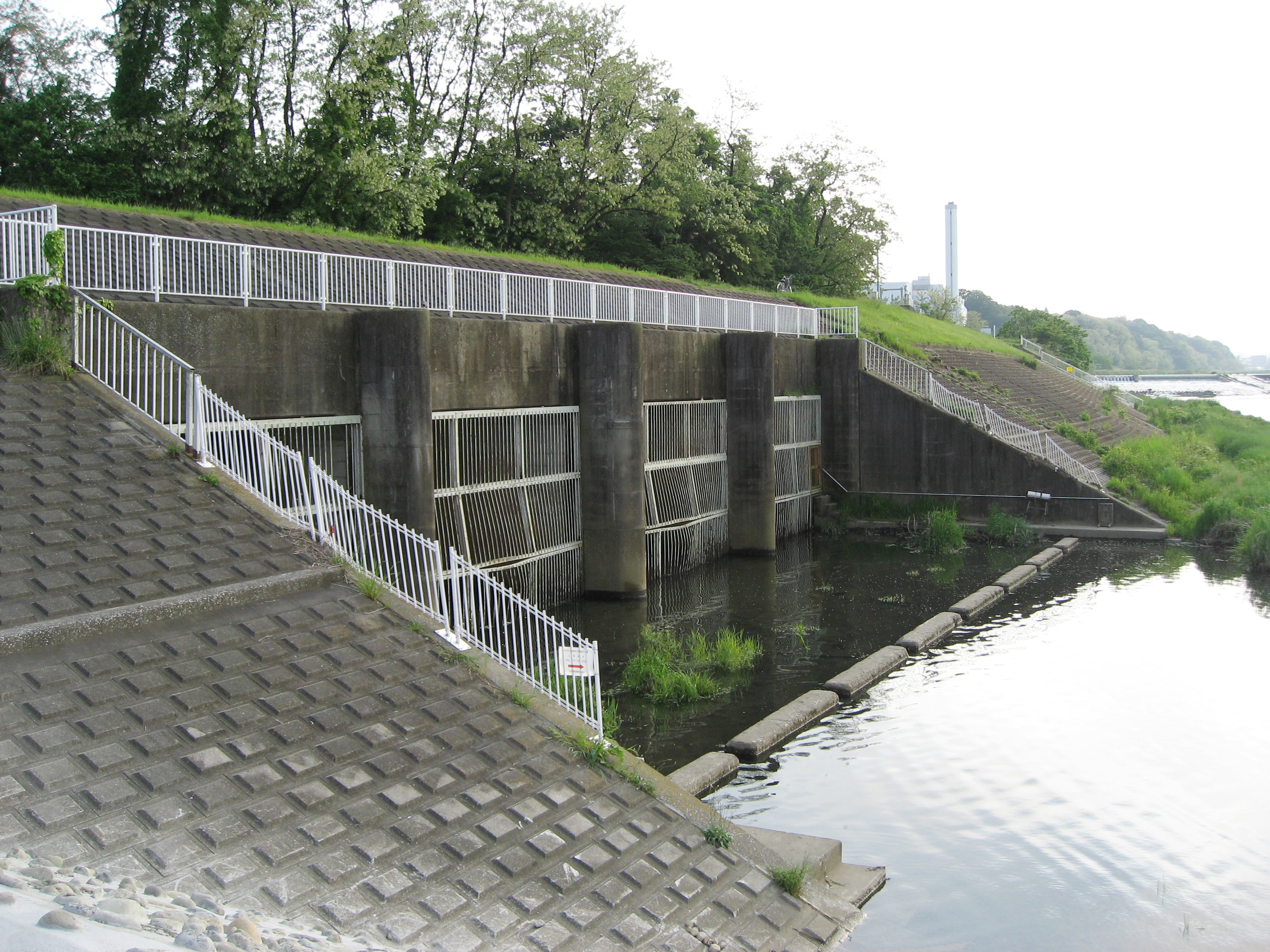
多摩川に連結する三沢川分水路出口（稲城市大丸）（2009年5月）

三沢川（みさわがわ）は、多摩川水系の支流で主に神奈川県川崎市および東京都稲城市を流れる一級河川。

## 地理
東京都町田市小野路町周辺に源を発し、神奈川県川崎市麻生区黒川地区と東京都稲城市市街地を流れ、川崎市多摩区布田で多摩川に注ぐ。上流の川崎市麻生区内は普通河川（0.46km）および準用河川（1.38km）、東京都稲城市および神奈川県川崎市多摩区内は、各都県管轄の一級河川の扱いとなっている。

## 多摩ニュータウン開発と三沢川分水路の建設
三沢川は多摩丘陵内を流れて多摩川に注ぐ川であるが、三沢川の左岸は若葉台、向陽台という多摩ニュータウン地域となっている。三沢川流域の多摩ニュータウン開発に際して最も問題となったのは、多摩ニュータウンの雨水の処理方法であった。新たに里山を切り開いて街を作るとなると、街に降った雨水を何らかの形で処理しなければならない。しかし当時既に三沢川の流量から見て、新たにニュータウンを作った場合には、洪水発生のおそれが否めなかった。しかし三沢川下流は多摩ニュータウン開発を行っていた東京都ではなく、神奈川県川崎市が管理する部分であり、東京都の事業のために川崎市の財政支出によって三沢川改修を依頼しても断られることは見えていた。
そこで考案されたのが、現在の稲城中央公園の下からトンネルを掘って川崎市内をバイパスさせて直接水を多摩川に落とす「三沢川分水路」であった。このアイデアにより、向陽台、長峰、若葉台といった稲城市内の多摩ニュータウン開発が可能となったのである。

## 鶴川街道と三沢川
鶴川街道は調布市下石原1丁目の甲州街道と町田警察署中町交番前の町田街道を結ぶ道であるが、そのうち多摩川から川崎市麻生区黒川までは三沢川沿いを走っている。

## 流域の自治体
東京都
町田市
神奈川県
川崎市麻生区（黒川地区）
東京都
稲城市
神奈川県
川崎市多摩区（稲田堤、布田地区）

## 支流
- 旧三沢川（分流）

## 並行する交通

### 鉄道
- 京王相模原線（若葉台駅 - 京王稲田堤駅間）

### 道路
- 東京都道・神奈川県道19号町田調布線（鶴川街道）

## 流域の観光地
- よみうりランド
- 穴澤天神社
- 小沢城